# Thomasomys ischyrus
Thomasomys ischyrus är en gnagare i släktet paramoråttor som förekommer i norra och centrala Peru.
Thomasomys ischyrus når en kroppslängd (huvud och bål) av 132 till 138 mm och en svanslängd av cirka 150 mm. Viktuppgifter saknas. Den har ungefär 30 mm långa bakfötter och cirka 23 mm stora öron. Artens päls är på ovansidan jordfärgad med några svartbruna hår inblandade. En tydlig gräns mot den orangebruna undersidan saknas. Håren på öronen är främst svarta men några är vita nära roten. Vid bakfoten är ovansidan brun men tårna har en vit färg. Vid den bruna svansen är undersidan lite ljusare.
Utbredningsområdet ligger i regionerna San Martín, Amazonas och Huánuco i Anderna. Arten lever i regioner mellan 2250 och 3350 meter över havet. Individerna vistas i fuktiga skogar. De klättrar på träd och hittas ofta 15 till 20 meter ovanför marken. De gömmer sig bland epifyter som orkidéer, ananasväxter, ormbunkar, lav och mossa. Ibland besöker Thomasomys ischyrus marken.
Beståndet hotas av skogens omvandling till jordbruksmark och av andra skogsröjningar. Hela populationen uppskattas vara stor. IUCN listar arten som livskraftig (LC).